# Giada Gallina
Giada Gallina (Montebelluna, 1º marzo 1973) è un'ex velocista italiana, nove volte campionessa nazionale.

## Biografia
Ha vinto la medaglia d'argento, sui 200 metri piani ai Campionati europei under 20 di atletica leggera di Salonicco nel 1991 con il tempo di 23"83.
Il suo 11"23 sui 100 metri piani è stato record italiano per circa due anni e ad oggi costituisce la quarta prestazione italiana di ogni epoca sulla distanza dopo il record italiano condiviso da Manuela Levorato e [[ Zaynab Dosso ]] e dopo Irene Siragusa

## Palmarès
| Anno | Manifestazione    | Sede      | Evento    | Risultato | Prestazione | Note                          |
| ---- | ----------------- | --------- | --------- | --------- | ----------- | ----------------------------- |
| 1991 | Europei juniores  | Salonicco | 200 metri | Argento   | 23"83       |                               |
| 1992 | Mondiali juniores | Seul      | 100 metri | 8ª        | 11"84       |                               |
| 1992 | Mondiali juniores | Seul      | 200 metri | 6ª        | 23"74       |                               |
| 1997 | Mondiali indoor   | Parigi    | 60 metri  | Batteria  | 7"64        | Miglior prestazione personale |
| 1997 | Mondiali          | Atene     | 100 metri | Batteria  | 11"64       |                               |

## Campionati nazionali
- 4 volte campionessa nazionale nei 100 metri piani (1993, 1994, 1995, 1997)[2]
- 3 volte campionessa nazionale nei 200 metri piani (1993, 1994, 1995)[2]
- 1 volta campionessa nazionale indoor nei 60 metri piani (1997)[3]
- 1 volta campionessa nazionale indoor nei 200 metri piani (1994)[3]